# Gunnar Wessman (jurist)
Carl Gunnar Wessman, född den 6 juli 1915 i Stockholm, död den 5 december 2008 i Oscars församling, Stockholm, var en svensk jurist. 
Wessman avlade juris kandidatexamen vid Stockholms högskola 1938 och genomförde tingstjänstgöring 1938–1941. Han blev fiskal i Svea hovrätt 1942, var vattenrättssekreterare i Norrbygdens vattendomstol 1946–1947, blev assessor i Svea hovrätt 1949, var revisionssekreterare 1954–1957, tingsdomare i Solna 1957–1960 och hovrättsråd i Svea hovrätt 1960–1982. Wessman är begravd på Skogskyrkogården i Stockholm.

## Utmärkelser
- Kommendör av Nordstjärneorden, 3 december 1974.[1]